# Птерофагия

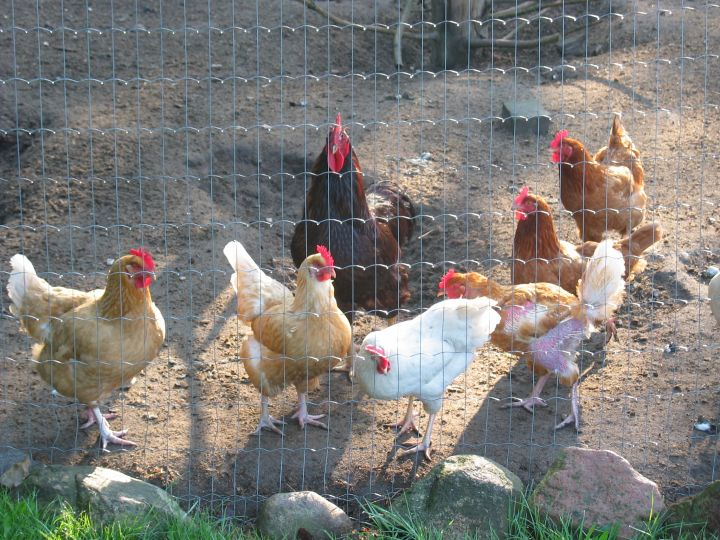
Признаки птерофагии у кур, содержащихся в вольере

Птерофагия — выщипывание и поедание перьев, наблюдаемое у птиц. Причины птерофагии различны, равно как и её последствия. 

## Примеры
У некоторых видов птиц (поганки) птерофагия является поведенческой нормой, одной из фаз развития молодняка. К примеру, птенцы различных видов поганок, живущие на спинах у родителей, начинают склёвывать их перья со спины и шеи задолго до самостоятельного кормодобывания. У птенцов обычной поганки это поведение наблюдается с семидневного возраста, у малой, черношейной и серощекой - с десятидневного. Контурные перья родителей помогают пуховым птенцам поганки стимулировать желудок для запуска процесса формирования собственных погадок, а также служат в качестве младенческих гастролитов. После 7-8-недельного возраста молодые особи прекращают эту практику. 

### Патология
С другой стороны, у многих других видов птиц, в особенности — у сельскохозяйственной птицы — птерофагия является нежелательной девиацией, которая свидетельствует о её стрессовом состоянии. Часто наблюдается при скученном, антисанитарном содержании особей, а также в случае недостатка питательных веществ в рационе. В этом случае птерофагия часто приводит к расклёву, распространению инфекций и каннибализму. Некоторые породы кур, например, прикарпатская зеленоножка особенно склонны к птерофагии в условиях скученного содержания, а потому не подходят для промышленного использования. На птицефермах для профилактики этого нежелательного явления также проводят дебикирование (клювоотсечение).